# دان مالوني
دان مالوني هو لاعب هوكي الجليد كندي، ولد في 24 سبتمبر 1950 في باري في كندا، وتوفي في 19 نوفمبر 2018.

## وصلات خارجية
- دان مالوني على موقع دوري الهوكي الوطني (الإنجليزية)
- دان مالوني على موقع EliteProspects.com (الإنجليزية)
- دان مالوني على موقع HockeyDB.com (الإنجليزية)
- دان مالوني على موقع Hockey-Reference.com (الإنجليزية)